# Pork and Beans
Pork and Beans is een single van de Amerikaanse band Weezer, afkomstig van het gelijknamige album. 
Een muziekvideo van het nummer, waarin veel YouTube-beroemdheden en memes met de band zijn verwerkt, ging in première op YouTube en was een van de populairste video's in de weken na de release. De video won een Grammy Award voor beste muziekvideo tijdens de 51e jaarlijkse Grammy Awards. De video was ook genomineerd voor een MTV Video Music Award.

## Videoclip
De videoclip is een compilatie van nagespeelde fragmenten uit veel bekeken YouTube-filmpjes. Zo zijn er doorlopend laserzwaarden te zien die verwijzen naar de filmpjes van Ryan vs Dorkman, er zijn colafonteinen te zien die ontstaan door het combineren van Cola light en Mentos en Tay Zonday die het nummer Chocolate Rain zingt.
Verder is Kevin Federline in de studio te zien, Caitlin Upton, die haar tekst vergeten was tijdens de Miss Teen USA verkiezing van 2007 en Liam Kyle Sullivan met haar nummer Shoes.
Pork and beans is ook een bekend gerecht in de Verenigde Staten.

## Clipuitleg met YouTube-verwijzingen
- Pork and Beans op YouTube
- The making of

- sec. 0-18: Guitard Canon van Jeong-Hyun Lim
- sec. 18-19: Numa Numa Guy, een parodie op Dragostea din tei
- sec. 21-23: Dramatic Chipmunk
- sec. 28-29: Afro Ninja
- sec. 31-39: Diet Coke + Mentos
- sec. 38-42: GI Joe Public Announcements
- sec. 42-48: Diet Coke + Mentos
- sec. 48-52: Guinness World Record for most T-Shirts worn at one time
- sec. 53-60: Afro Ninja
- sec. 1"00-1"05: Leave Britney Alone van Cara Cunningham
- sec. 1"05-1"08: All your base are belong to us (YouTube)
- sec. 1"08-1"18: Miss Teen USA South Carolina 2007
- sec. 1"18-1"24: Numa Numa Guy
- sec. 1"24-1"27: Crank That
- sec. 1"27-1"38: Evolution of dance
- sec. 1"31-1"37: Chocolate Rain
- sec. 1"39-1"43: Kevin Federline's Popozao
- sec. 1"49-1"52: Daft Hands
- sec. 1"53-1"58: Daft Bodies
- sec. 1"58-2"00: Guinness World Record for most T-Shirts worn at one time
- sec. 2"00-2"04: Diet Coke + Mentos
- sec. 2"04-2"05: Chocolate Rain
- sec. 2"06-2"07: Best Sex Ever!!!!
- sec. 2"09-2"13: Afro Ninja
- sec. 2"13-2"15: Leave Britney Alone
- sec. 2"15-2"18: Diet Coke + Mentos
- sec. 2"18-2"21: Leave Britney Alone
- sec. 2"21-2"26: Diet Coke + Mentos
- sec. 2"26-2"30: Daft Hands
- sec. 2"30-2"38: Kelly SHOES!
- sec. 2"38-3"37: Combinatie van alle onderwerpen
- sec. 3"07-3"16: Diet Coke + Mentos.